# Viljo Immonen
Viljo Immonen (25 de abril de 1919 – 2 de marzo de 1979) fue un guitarrista y tenor finlandés.

## Biografía
Su nombre completo era Viljo Kalervo Immonen, y nació en Helsinki, Finlandia.
Inició su carrera musical con el jazz y la música de entretenimiento, aunque más adelante pasó a la guitarra clásica. Immonen estudió con el legendario guitarrista español Andrés Segovia, y habría hecho la primera grabación en Finlandia con una guitarra eléctrica en los años 1940. Además, a partir de esa época fue también profesor de guitarra y autor de numerosos libros de texto.
El primer instrumento de Immonen fue el violín, que comenzó a tocar a los nueve años. En 1936 consiguió su primera guitarra, y entonces dejó de tocar el violín. En otoño de ese año recibió instrucción de Ivan Putilin, nacido en Rusia, y fue uno de los fundadores de la banda de jazz White Dandies.  
Entre 1942 y 1945 estudió canto en la Academia Sibelius bajo la batuta de Wäinö Sola, recibiendo también lecciones particulares de Olavi Nyberg. Además, estudió musicología en la Universidad de Helsinki, graduándose en 1947. Entre 1947 y 1952 escribió sobre música en la revista Demokraatti, seguidora del Partido Socialdemócrata de Finlandia, haciendo lo propio posteriormente con otras publicaciones.
Immonen dio su primer concierto de guitarra clásica en el año 1949, participando después en varias lecciones magistrales veraniegas impartidas por Andrés Segovia. Además, participó en diferentes grabaciones junto a artistas como Tauno Palo, Olavi Virta y Toivo Kärki, y actuó en algunas películas finlandesas interpretando a músicos.
Viljo Immonen falleció en Helsinki en el año 1979. Había estado casado con Riitta Närhi entre 1944 y 1952. 

## Filmografía
- 1942 : Kuollut mies rakastuu
- 1942 : Niin se on, poijaat!
- 1943 : Katariina ja Munkkiniemen kreivi
- 1945 : Kohtalo johtaa meitä

## Obras
- 1945 : Kitarakoulu I
- 1945 : Kitarakoulu II
- 1968 : Kitarakirja I–III
- 1968 : Kitaristin tie (autobiografía)
- 1970 : Kitara ja laulu